# Antonieta de Luxemburgo
Antonieta Roberta Sofia Guilhermina de Nassau-Weilburg (em luxemburguês: Antonia Roberta Sophie Wilhelmine vun Nassau-Weilburg), (Lenggries, 7 de outubro de 1899 - Lenzerheide, 31 de julho de 1954), foi princesa de Luxemburgo por nascimento e princesa da Baviera pelo casamento.

## Biografia

### Família
Nascida no Castelo de Hohenburg, na Alta Baviera , Antonieta era a quarta filha de Guilherme IV, grão-duque de Luxemburgo, e da princesa Maria Ana de Bragança, infanta de Portugal. Seus avós maternos foram Miguel I de Portugal e Adelaide de Löwenstein-Wertheim-Rosenberg.
Foi a irmã mais nova de duas grã-duquesas soberanas de Luxemburgo: Maria Adelaide e Carlota. Seu apelido em família era "Toni".

### Casamento

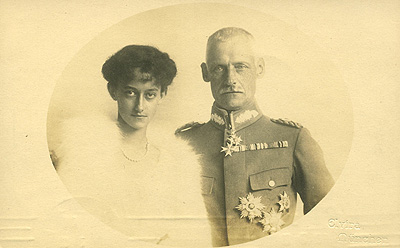
Antonieta de Luxemburgo e Ruperto da Baviera, em 1918.

Antonieta ficou noiva de Ruperto, Príncipe Herdeiro da Baviera, filho do rei Luís III e viúvo da princesa Maria Gabriela da Baviera (prima de Antonieta), em 26 de agosto de 1918 . Na época, Ruperto era marechal de campo do exército imperial alemão, vitorioso no comando do 6º Exército na Batalha de Lorena. Isto gerou críticas sobre os estreitos laços entre a família grão-ducal luxemburguesa e a realeza do Império Alemão, num momento em que Luxemburgo encontrava-se ocupado pela Alemanha. Este fato somou-se à pressão já existente sobre a grã-duquesa Maria Adelaide, que foi forçada a abdicar em 10 de janeiro de 1919 . Apesar da abdicação de sua irmã mais velha e da queda do Reino da Baviera, após a instauração da República de Weimar, Ruperto e Maria Gabriela se casaram em 7 de abril de 1921, no Castelo de Hohenburg.

### Exílio e prisão
Como opositores do regime nazista, Antonieta e Ruperto foram forçados ao exílio na Itália em 1939, mudando-se para a Hungria pouco tempo depois. Quando a Hungria foi ocupada pela Alemanha, em outubro de 1944, Antonieta e seus filhos foram capturados, enquanto Ruperto, ainda na Itália, conseguiu escapar. Eles foram presos no campo de concentração de Sachsenhausen, sendo transferidos para   Dachau, no início de abril de 1945. Apesar de terem sido libertados no mesmo mês, a prisão comprometeu bastante a saúde de Antonieta, e ela nunca se recuperou do trauma vivido nos campos de concentração nazistas. 

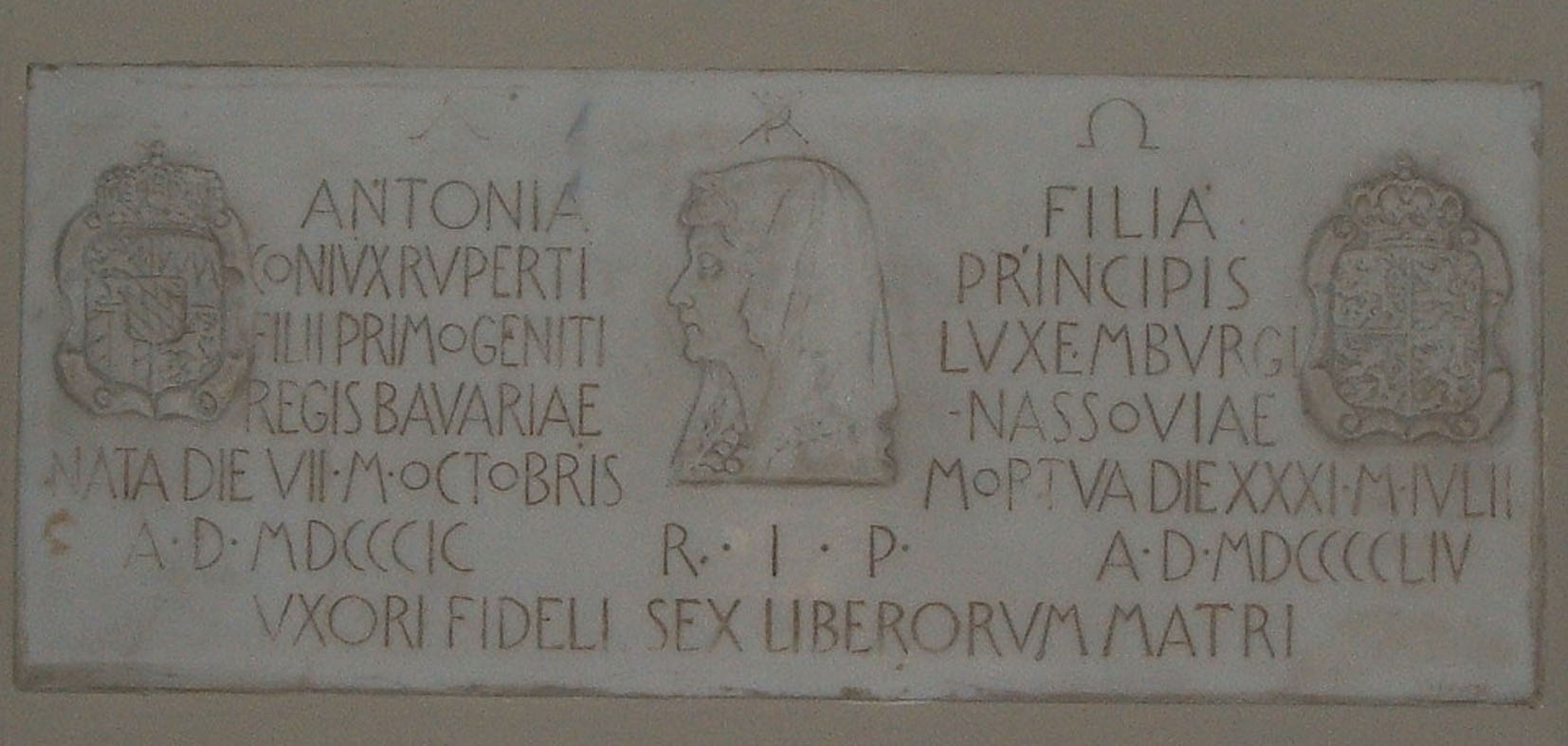
Epitáfio de Antonieta, na Basílica de Santa Maria in Domnica, em Roma.

### Morte
Antonieta morreu em Lenzerheide, Suíça, em 31 de julho de 1954, aos 54 anos. Seu corpo foi sepultado na Basílica de Santa Maria in Domnica, em Roma .

## Descendência
| Nome       | Nascimento             | Morte                   | Notas |
| ---------- | ---------------------- | ----------------------- | --- |
| Henrique   | 28 de março de 1922    | 14 de fevereiro de 1958 | Casado com Anne Marie de Lustrac, sem descendência. |
| Ermengarda | 29 de maio de 1923     | 23 de outubro de 2010   | Casou-se com seu primo Luís da Baviera, com descendência. |
| Edite      | 16 de setembro de 1924 |                         | Casou-se em primeiras núpcias com Tito Tommaso Maria Brunetti, com descendência e, em segundas núpcias, com Gustav Christian Schimert, também com descendência. |
| Hilda      | 24 de março de 1926    | 5 de maio de 2002       | Casou-se com Juan Bradstock Edgar Lockett de Loayza, com descendência.                                                                                          |
| Gabriela   | 10 de maio de 1927     |                         | Casou-se com Carlos, duque de Croÿ, lord de Dülmen, com descendência.                                                                                           |
| Sofia      | 20 de junho de 1935    |                         | Casou-se com Jean-Engelbert, príncipe e duque de Arenberg, com descendência.                                                                                    |

## Nota
- Este artigo foi inicialmente traduzido, total ou parcialmente, do artigo da Wikipédia em inglês cujo título é «Princess Antonia of Luxembourg», especificamente desta versão.